# Ludwig Friedrich Mayer
Ludwig Friedrich Mayer  (* 9. September 1905 in Staffort; † 8. Februar 1950 bei Dierdorf) war  Wirtschaftsprüfer, Vorstand der Raiffeisenzentrale Hessen-Kassel und Mitglied im Vorstand Deutscher Raiffeisenverband in Bonn.

## Leben und Wirken
Mayer besuchte die Volksschule in Staffort, die Oberrealschule in Bruchsal (heute Schönborn-Gymnasium Bruchsal) und absolvierte eine Banklehre in Karlsruhe. Anschließend studierte er Bankbetriebslehre an der Handelshochschule in Mannheim (heute Universität Mannheim) mit Abschluss Diplomkaufmann.
Nach Engagements als Revisor bei einer württembergischen Bausparkasse und beim Badischen Genossenschaftsverband legte er die Prüfung als Wirtschaftsprüfer ab. Während der anschließenden Anstellung als Oberrevisor beim Deutschen Genossenschaftsverband in Berlin verfasste er seine Dissertation mit dem Thema Zur Einsatzmöglichkeit des Hollerith-Verfahrens im deutschen Genossenschaftswesen mit der er 1939 an der Johann Wolfgang Goethe-Universität Frankfurt am Main zum Dr. rer. pol. promoviert wurde.
Im Zweiten Weltkrieg wurde er 1943 zur Wehrmacht an die Westfront einberufen, wo er 1944 bei Dünkirchen als Offizier in britische Gefangenschaft geriet.
Nach Rückkehr aus England trat er erneut in den Vorstand des Raiffeisenverbandes Hessen Kassel ein und wurde als Vorstandsmitglied in den Deutschen Raiffeisenverband berufen. Bei einer Dienstfahrt zur Verbandssitzung nach Bonn im Februar 1950 verursachte sein Fahrer auf der Autobahn bei Dierdorf einen Unfall, den Mayer nicht überlebte.
Ludwig Mayer war ab 1937 mit Gretchen Annemarie geborene Reimers (1912–1998) verheiratet; aus der Ehe ging eine Tochter hervor.